# Magdalena (DJ)

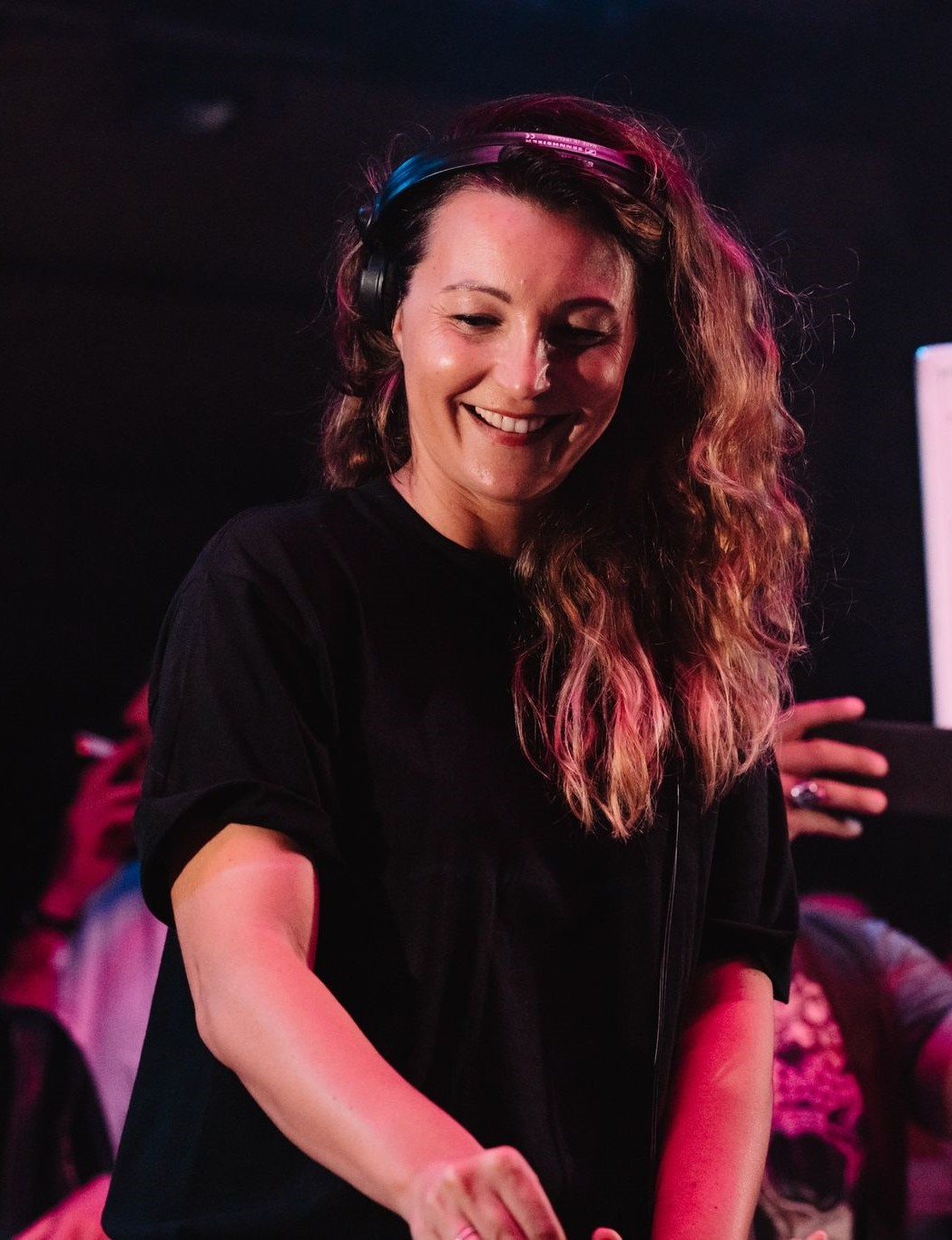
Magdalena bei einer Show auf Ibiza (2019)

Magdalena (bürgerlich: Magdalena Solomun; * 30. Juni 1984 in Hamburg) ist eine deutsche Musikproduzentin und DJ im Bereich Techno und Deep-House. Sie spielt regelmäßig in Clubs und auf Festivals weltweit, darunter Tomorrowland und Exit. Seit 2018 hat sie außerdem eine Residenz auf Ibiza, mit dessen Konzept „Shadows“ sie auch international Veranstaltungen organisiert.

## Werdegang

### Anfänge in Hamburg
Magdalena Solomun ist in Hamburg aufgewachsen. Ihr älterer Bruder ist der weltweit bekannte DJ und Musikproduzent Solomun. Durch ihn hatte sie ihren ersten Kontakt mit elektronischer Musik, so gehörten die Hamburger House- und Techno-Szene zu ihren frühen Einflüssen. Zusammen mit Solomun und Adriano Trolio eröffneten sie 2009 zusammen den Club Ego, in dem regelmäßig internationale House- und Techno-DJs auftraten. Das Ego etablierte sich im Hamburger Nachtleben und wurde mit einem Club Award ausgezeichnet. Neben ihrer Tätigkeit als Geschäftsführerin fungierte Magdalena später bis zur Schließung in 2014 auch als Resident-DJ des Clubs. Es folgten zahlreiche internationale Auftritte insbesondere auf Anja Schneiders Mobilee Partyreihe sowie Diynamic Events. Auch legte sie für eine Ausgabe des Boiler Room Projekts in Mexiko auf.

### Musikproduktion
2016 veröffentlichte Magdalena ihren ersten Track Should I Stay, nachdem sie durch Kollektiv Turmstraße zur Musikproduktion kam. Das Lied war Teil der 10 Years Kompilation von Diynamic. Ihr folgender Remix zu Moby – Why Does My Heart Feel So Bad? war, wie ihre Debütsingle, in den Beatport-Charts gelistet. Die erste EP Morphosfalter wurde 2017 auf Anja Schneiders Label Leena veröffentlicht. Ihre zweite EP Elementum enthielt u. a. den Track Radialis, welche die #1-Platzierung der Beatport-Charts im Bereich Electronica erreichen konnte. Die dritte EP Wildlife erschien auf Damian Lazarus Label Rebellion. Mit I Think About You All The Time releaste Magdalena erstmals auf Anjunadeep. Das Lied konnte die Beatport-Charts im Bereich Deep House erreichen und wurde von Hardwell in seiner Radioshow Off The Record präsentiert. Ihre vierte EP Outlines wurde 2020 unter John Digweeds Label Bedrock veröffentlicht. Diese beinhaltet zwei Progressive House Lieder sowie ein Lied aus dem Bereich Melodic Deep House, welche alle hohe Platzierungen in den entsprechenden Beatport-Charts inklusive einer #5-Platzierung (Lifelines) aufweisen.

### Internationale Auftritte & Ibiza-Residenz „Shadows“
Neben regelmäßigen Auftritten in Berliner Technoclubs, unter anderem im Watergate, hatte Magdalena 2016 erste Auftritte in Clubs auf Ibiza wie dem DC-10 und Pacha. Auch legt sie seitdem jährlich beim Tomorrowland Festival auf und tourt durch Nord- und Südamerika sowie Asien. 2018 folgte eine Residenz im Blue Marlin auf Ibiza, wofür sie das Showkonzept „Shadows“ entwickelte. Ein Jahr später fanden die Veranstaltungen im Club Cova Santa statt, dazu gab es mit dem Konzept zwei Tourneen durch Europa und es war Teil des Amsterdam Dance Events. Für 2020 waren eigenen Angaben nach weltweite Shadow-Veranstaltungen geplant, ebenso Auftritte beim Exit und Loveland-Festival, die letztlich 2021 und 2022 erfolgten.
Magdalena ist eine der Protagonistinnen in der ARD Reportage-Serie Call me DJ!, bei der das Leben weiblicher DJs in einer männlich dominierten Musikbranche sichtbar gemacht wird. Sie erzählt darin über ihre Arbeit als DJ in der Technokultur.

## Diskografie

### EPs
- 2017: Morphosfalter [Leena]
- 2018: Elementum [Diynamic]
- 2018: Wildlife [Rebellion]
- 2020: Outlines [Bedrock]

### Singles
- 2016: Should I Stay [Diynamic]
- 2017: Morphosfalter (Morphosfalter EP)
- 2017: Monarchfalter (Morphosfalter EP)
- 2017: Schillerfalter (Morphosfalter EP)
- 2018: Mountains Of Es Cubells (Elementum EP)
- 2018: Nautilus (Elementum EP)
- 2018: Radialis (Elementum EP)
- 2018: Lizard (Wildlife EP)
- 2018: Elephantz (Wildlife EP)
- 2018: Bear's Back (Wildlife EP)
- 2019: I Think About You All The Time (mit Tom Peters & Lily AZ) [Anjunadeep]
- 2020: Outlines (Outlines EP)
- 2020: Lifelines (Outlines EP)
- 2020: Voices (Outlines EP)

### Remixe
- 2016: Moby – Why Does My Heart Feel So Bad [2Diy4]
- 2017: Lessons – Double or Nothing [Sinnbus]
- 2017: Norr – Can't Stand [LOK]
- 2017: Innellea – Collapse [Click]
- 2018: Joan Retamero – Magnus [Movement]
- 2019: Uncloak – Hollow [Timeless Moment]
- 2019: Burak – Maia [Neue Meister]
- 2019: Hot Since 82 – Therapy [Knee Deep In Sound]
- 2019: Nicole Moudaber – The Sun at Midnight [Mood]
- 2019: Marc Houle – You Go Out [Items & Things]
- 2019: Ida Engberg – Abataka [Kittball]
- 2019: David Christopher – Shout [BluFin]
- 2020: Dave Seaman – Donkey Engine [Selador]
- 2020: Brlee – Visions [Overload]